# Германов, Сергей Леонидович
Сергей Леонидович Германов (Горбенко-Германов) (1899—1976) — советский композитор, член Союза московских композиторов.

## Биография
Родился 19 мая (31 мая по новому стилю) 1899 года в Ростове-на-Дону в семье присяжного поверенного Леонида Моисеевича Горбенко; семья жила улице Рождественской, № 44. Дед, купец первой гильдии Моисей Яковлевич Горбенко, был потомственным почётным гражданином, владельцем завода по производству извёстки.
Учился на композиторском отделении Киевской консерватории. Одновременно с этим получал уроки актёрского искусства в драматической студии, играл в театре.
С 1921 года — в Москве, студент Московской консерватории по классу композиции Р. М. Глиэра. Обучался дирижёрскому мастерству у Вячеслава Сука. Во избежание путаницы с собственными братьями Иваном и Дмитрием, одновременно с ним работавшими в Москве, взял себе творческий псевдоним Германов.
Заведовал музыкальной частью в студии Малого театра, где за несколько лет написал музыку более чем к двадцати спектаклям. Написал музыку к одному из первых советских звуковых кинофильмов «Дела и люди», главную роль в котором исполнил Николай Охлопков.
В 1937—1941 годах совместно с Зиновием Дунаевским организовал и руководил шахтёрским ансамблем в городе Сталино (ныне Донецк). Во время Великой Отечественной войны работал на эвакуированных в Алма-Ату киностудиях «Мосфильм» и «Ленфильм».
В 1947—1952 годах работал художественным руководителем Киргизской филармонии и ответственным секретарём Союза композиторов Киргизской ССР.
С 1954 года, по возвращении в Москву руководил оркестрами Малого театра и МХАТа, заведовал музыкальной частью МХАТа.
Умер в 1976 году.

## Творчество
Среди сочинений С. Л. Германова — оперы («Айдар и Айша», совместно с А. Аманбаевым, либретто У. Абдукаимова, 1952); оперетты — «Президенты и бананы» (1936), «Раскинулось море широко» (1942), «Соловьиная песнь» (1946); оратории — «Незабываемые годы» (1967); кантаты — «Торжественная» (1947), «О мире», 1952), «Поэма о звёздном Прометее» (1972, посвящена С. П. Королёву); симфонии — «Романтическая симфония» (1972), музыка к 150 драматическим спектаклям, фортепианный концерт, концерт для голоса с органом, камерные опусы, произведения для детей, а также сюиты, пьесы для флейты, валторны и арфы, романсы, музыка к фильмам, песни.
Особую известность приобрела песня «Два друга» («Служили два друга в нашем полку — пой песню, пой…»). Произошло это благодаря народному артисту СССР Леониду Утёсову, услышавшему её на спектакле в Московском театре промкооперации и запросившему у Германова её клавир. Утёсов включил песню в репертуар своего джаз-оркестра, выступал с ней на радио и записал исполнение на грампластинку.